# Ibogo (Niaogho)
Pour les articles homonymes, voir Ibogo.
Ibogo ou Ibolgo est une commune rurale située dans le département de Niaogho de la province du Boulgou dans la région Centre-Est au Burkina Faso.

## Géographie
Situé entre le département de Béguédo et le département de Boussouma.

## Démographie
| 2003  | 2006  | 2012 |
| ----- | ----- | ---- |
| 1 752 | 1 671 | -    |

## Santé et éducation
Le centre de soins le plus proche d'Ibogo est le centre de santé et de promotion sociale (CSPS) de Niaogho tandis que le centre médical avec antenne chirurgicale (CMA) se trouve à Garango.
Le village possède une école primaire publique.